# 秋の鞍 (名古屋競馬)
秋の鞍（あきのくら）は、愛知県競馬組合が施行する地方競馬の重賞競走（SPI）である。正式名称は「サンケイスポーツ杯 秋の鞍」、サンケイスポーツを発行する産経新聞社が優勝杯を提供している。
副賞は、サンケイスポーツ賞、（一社）JBC協会賞（ピクシーナイト号の種付権利）、東海地方公営競馬協議会会長賞、愛知県競馬組合管理者賞、開催執務委員長賞（2024年）。

## 概要
1979年にサラブレッド系4歳（現3歳）の東海（笠松・愛知）所属馬限定の重賞競走として創設。格付けはSPI（スーパープレステージワン）。2004年から2014年の中断期間を挟み、2015年に全国交流競走として再開している。施行距離は幾度か変更され、1980年、1983年-1984年は中京競馬場で施行されている。
競走名の通り、施行時期は秋で、再開後は2015年から2018年は9月下旬、2019年は9月上旬、2020年・2021年が10月に施行されたが、2022年からは9月に戻っている。
2019年からHITスタリオンシリーズに指定されている。
2022年に名古屋競馬場の移転に伴い、施行距離がダート1500mに変更された。
2024年現在、楠賞の指定競走となっている。

### 条件・賞金等（2024年）
出走条件
サラブレッド系3歳、全国地方交流。他地区所属馬の出走枠は5頭以下と定められている。
負担重量
別定（56kg、牝馬2kg減）
賞金額
1着900万円、2着315万円、3着180万円、4着135万円、5着90万円、着外9万円

## 歴史
- 1979年 - 名古屋競馬場のダート1600mのサラブレッド系4歳（現3歳）の東海所属馬限定の重賞競走として創設。
- 1980年 - 施行場を中京競馬場のダート1800mに変更。
- 1981年 - 施行場を名古屋競馬場のダート1800mに変更。
- 1983年 - 施行場を中京競馬場のダート1800mに変更。
- 1985年 - 施行場を名古屋競馬場のダート1800mに変更。
- 1990年 - 施行距離をダート1600mに変更。
- 1997年 - 東海地区重賞格付け制度施行によりSPIIに格付け。
- 2005年 - 開催を中断。2007年まで秋の鞍オープンとして施行。
- 2015年 - 全国交流競走として再開。再開後はSPIに格上げ。
- 2017年 - 3歳秋のチャンピオンシップに於いてカテゴリーBに指定され、ダービーグランプリを優勝した本競走の勝ち馬にボーナス賞金800万円が支給されるようになった（2019年まで）
- 2018年 - 施行距離をダート1800mに変更。
- 2020年 - 施行距離をダート1400mに変更し、3歳秋のチャンピオンシップ対象競走から外れる。
- 2022年 - 名古屋競馬場の移転に伴い、施行距離をダート1500mに変更。

### 歴代優勝馬
2015年以降。
| 回数   | 施行日         | 距離  | 優勝馬             | 性齢 | 所属 | タイム | 優勝騎手   | 管理調教師 |
| ------ | -------------- | ----- | ------------------ | ---- | ---- | ------ | ---------- | ---------- |
| 第26回 | 2015年9月23日  | 1600m | バズーカ           | 牡3  | 園田 | 1:42.8 | 赤岡修次   | 田中範雄   |
| 第27回 | 2016年9月19日  | 1600m | カツゲキキトキト   | 牡3  | 愛知 | 1:43.2 | 木之前葵   | 錦見勇夫   |
| 第28回 | 2017年9月22日  | 1600m | ポルタディソーニ   | 牝3  | 愛知 | 1:43.7 | 宮下瞳     | 瀬戸口悟   |
| 第29回 | 2018年9月26日  | 1800m | サムライドライブ   | 牝3  | 愛知 | 1:58.4 | 丸野勝虎   | 角田輝也   |
| 第30回 | 2019年9月3日   | 1800m | エムエスクイーン   | 牝3  | 愛知 | 1:57.4 | 今井貴大   | 竹下直人   |
| 第31回 | 2020年10月12日 | 1400m | ヴァケーション     | 牡3  | 川崎 | 1:29.1 | 吉原寛人   | 高月賢一   |
| 第32回 | 2021年10月11日 | 1400m | トミケンシャイリ   | 牡3  | 愛知 | 1:27.5 | 今井貴大   | 竹下直人   |
| 第33回 | 2022年9月27日  | 1500m | アンティキティラ   | 牝3  | 高知 | 1:35.1 | 多田羅誠也 | 別府真司   |
| 第34回 | 2023年9月22日  | 1500m | ナイトオブバンド   | 牡3  | 船橋 | 1:34.6 | 岡部誠     | 米谷康秀   |
| 第35回 | 2024年9月19日  | 1500m | フークピグマリオン | セ3  | 愛知 | 1:33.6 | 今井貴大   | 宇都英樹   |

#### 各回競走結果の出典
- 秋の鞍 歴代優勝馬 - 地方競馬全国協会
- JBISサーチ
  - 2015年、2016年、2017年、2018年、2019年、2020年、2021年、2022年、2023年、2024年